# Haemanthus amarylloides
Haemanthus amarylloides är en amaryllisväxtart som beskrevs av Nikolaus Joseph von Jacquin. Haemanthus amarylloides ingår i släktet Haemanthus och familjen amaryllisväxter.

## Underarter
Arten delas in i följande underarter:
- H. a. amarylloides
- H. a. polyanthus
- H. a. toximontanus